# Marcel Beyer
Marcel Beyer (Tailfingen, 23 novembre 1965) è uno scrittore, poeta e traduttore tedesco.

## Biografia
Marcel Beyer nasce il 23 novembre 1965 a Tailfingen, nel Württemberg.
Cresciuto a Kiel e Neuss, dal 1987 al 1991 studia letteratura inglese e tedesca all'Università di Siegen e si laurea nel 1992 con una tesi sulla poetessa austriaca Friederike Mayröcker.
Esordisce nella narrativa nel 1991 con il romanzo Das Menschenfleisch accolto da buone recensioni, ma sale alla ribalta solo nel 1995 con I pipistrelli che viene tradotto in 12 lingue.
Editore per riviste letterarie e scrittore in residenza presso l'University College di Londra e l'Università di Warwick, tra i riconoscimenti ottenuti si segnala il Premio Kleist del 2014.
Traduttore e poeta oltre che narratore e saggista, vive e lavora a Dresda.

## Opere principali
- Obsession (1987)
- Walkmännin (1990)
- Das Menschenfleisch (1991)
- Friederike Mayröcker (1992)
- Brauwolke con Klaus Zylla (1994)
- I pipistrelli (Flughunde, 1995), Torino, Einaudi, 1997 traduzione di Giuseppina Oneto ISBN 88-06-14237-2.
- HNO-Theater im Unterhemd (1995)
- Falsches Futter (1997)
- Spione (2000)
- Zur See (2001)
- Erdkunde (2002)
- Nonfiction (2003)
- Vergeßt mich (2006)
- Forme originarie della paura (Kaltenburg, 2008), Torino, Einaudi, 2011 traduzione di Silvia Bortoli ISBN 978-88-06-19736-0.
- Putins Briefkasten (2012)
- Graphit (2014)
- XX. Lichtenberg-Poetikvorlesungen (Göttinger Sudelblätter) (2015)

## Premi e riconoscimenti
- Uwe-Johnson-Preis: 1997 per I pipistrelli
- Heinrich-Böll-Preis: 2001
- Erich Fried Prize: 2006
- Joseph-Breitbach-Preis: 2008
- Premio Kleist: 2014
- Premio Georg Büchner: 2016
- Premio Friedrich Hölderlin della città di Bad Homburg: 2021[6]